# Puertas de Hulda
Las Puertas de Hulda (en hebreo: שערי חולדה,  Sha'arei Hulda) eran puertas que conducían al recinto del Templo de Jerusalén en el período hasmoneo, nombradas en la Mishná. El término se usa actualmente para los restos de dos conjuntos posteriores de puertas, la Puerta Triple y la Puerta Doble, construidas como parte de la extensión del Monte del Templo iniciada por Herodes. Ambos conjuntos de puertas eran parte del Muro Sur que bordeaba la explanada del Monte del Templo. Desde las puertas se accedía a rampas subterráneas con techos abovedadas, por medio de las cuales se subía a la explanada. Fueron tapiadas en la Edad Media. 

## Etimología
El nombre "Puertas de Hulda" está tomado de la descripción del Monte del Templo en la Mishná (Tratado de Midot 1: 3).
Se han sugerido dos posibles orígenes etimolpogicos para el nombre. "Hulda" significa "topo" o "ratón" en hebreo, los túneles que salen desde estas puertas recuerdan los agujeros o túneles utilizados por dichos animales. Otra posibilidad es que el nombre refiera a la profetisa Hulda cuya tumba tal vez estuviera en la zona.

## Arqueología
En las excavaciones del siglo XIX del área por Charles Warren se descubrió una serie errática de pasillos debajo de la puerta triple, algunos conduciendo debajo del muro y más allá del límite sur del Monte del Templo. Se desconoce el propósito y el período en el que fueron construidos. Los arqueólogos más recientes no han podido investigar debido a la volatilidad política del sitio. Los pasillos de ambas puertas ahora son utilizados por el waqf como mezquitas.

## Galería

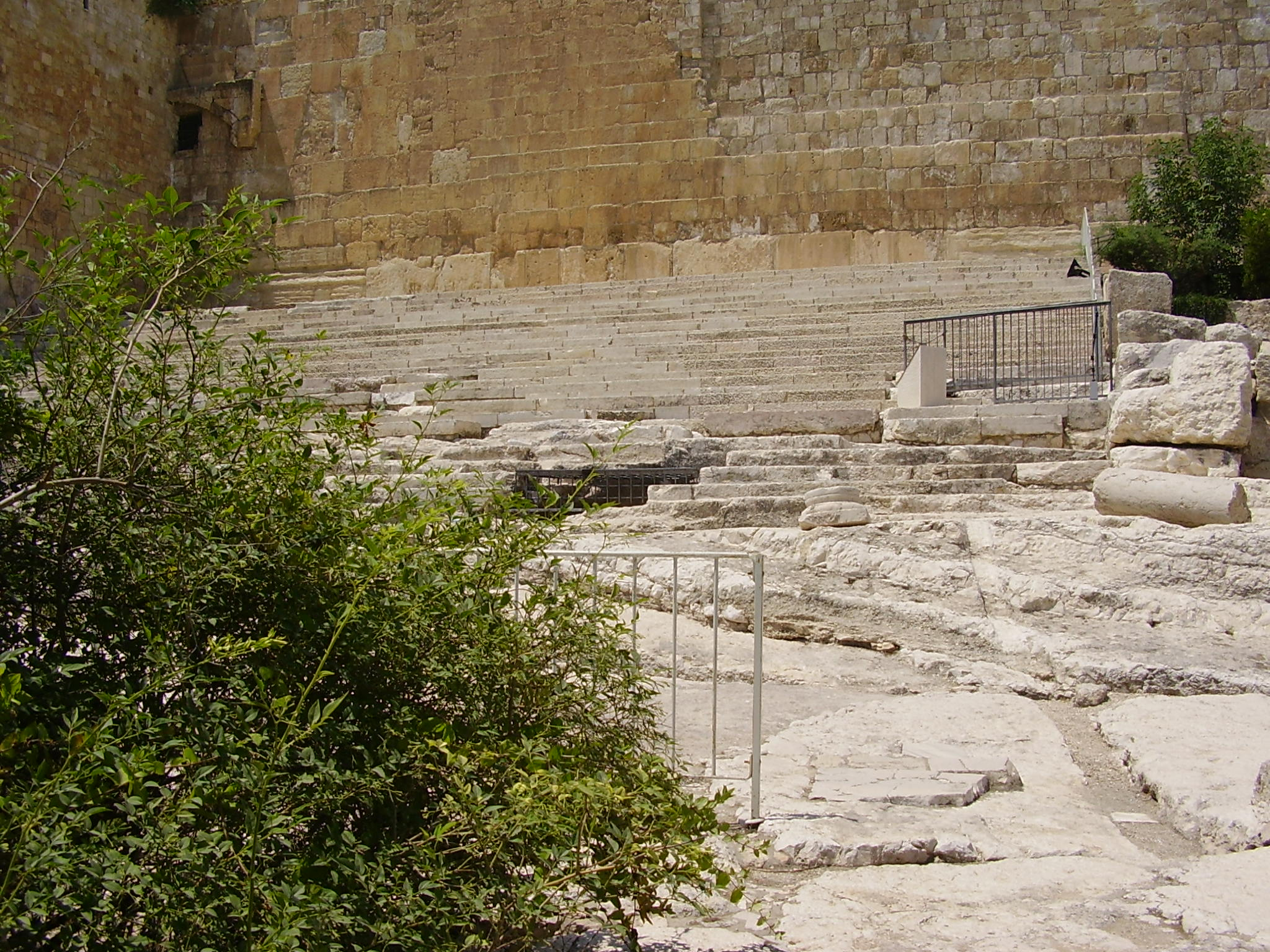
Escaleras que conducen a la Puerta Doble
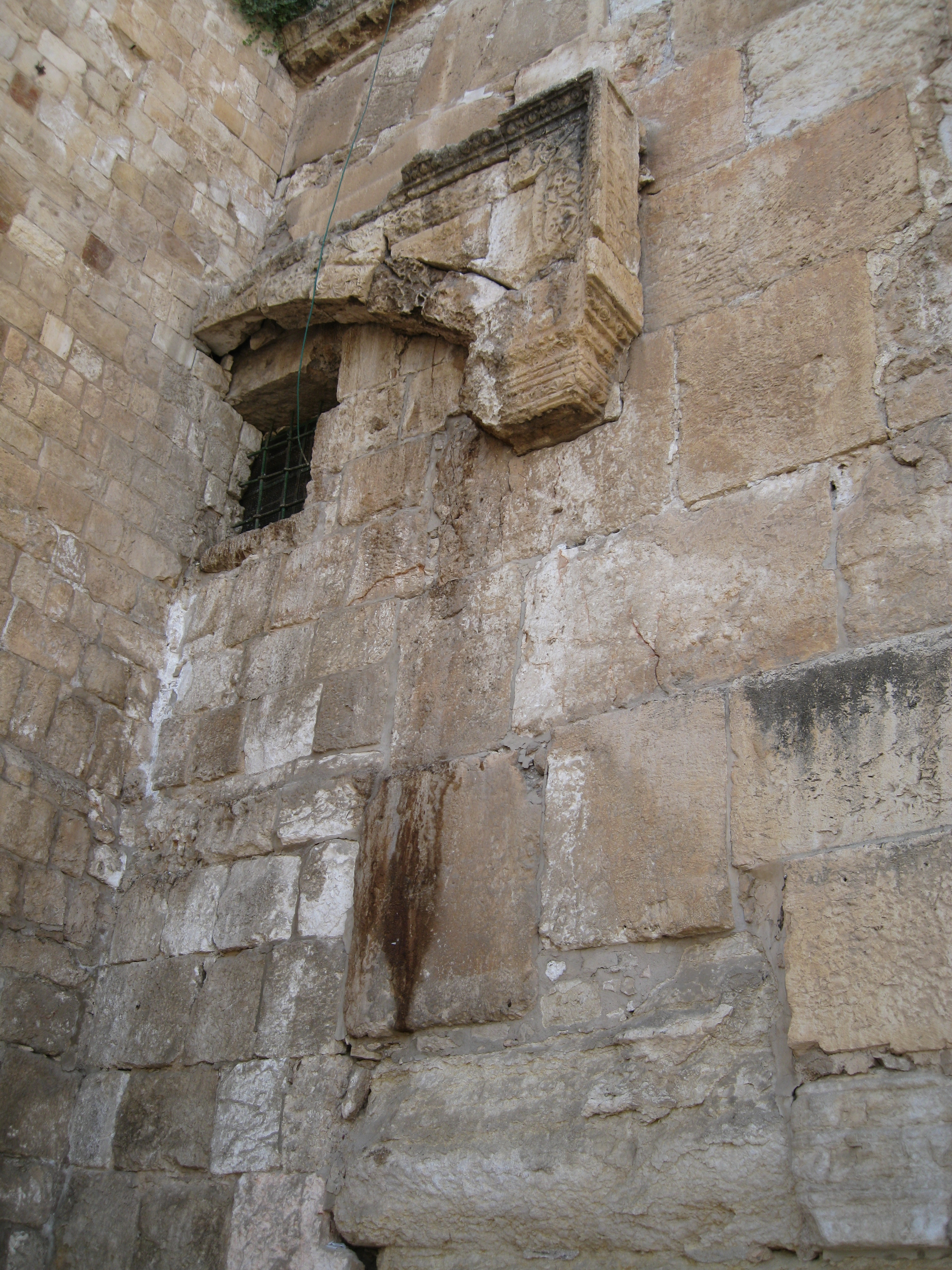
Parte visible de la Puerta Doble (la otra parte está escondida por la torre medieval a la izquierda)
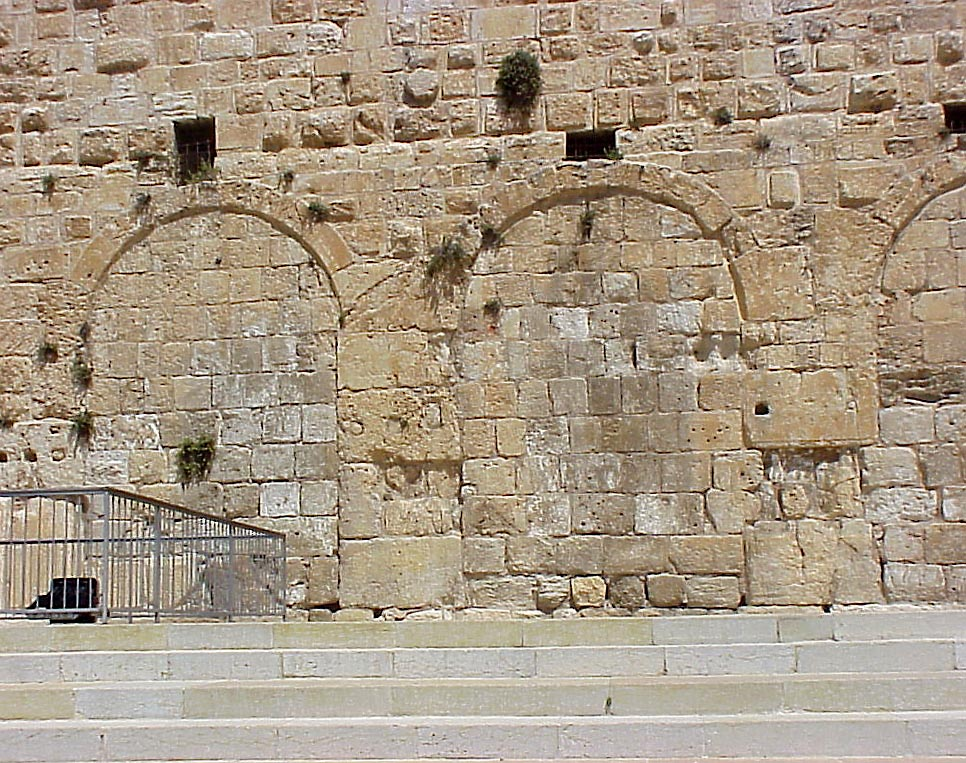
La Puerta Triple
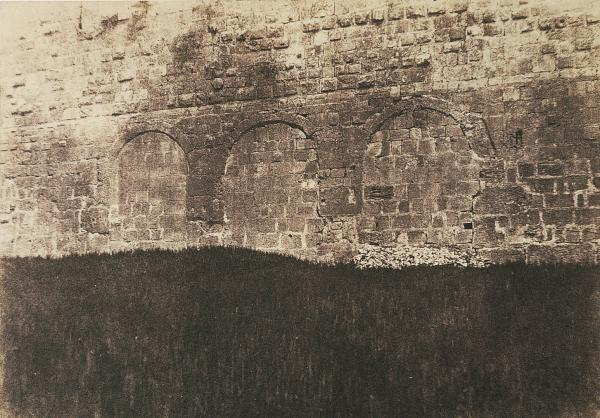
La Puerta Triple en 1855